# Квиринал (дворец)
Дворецът „Квиринал“ (на италиански: Palazzo del Quirinale, Палàцо дел Куиринàле), известен също в савойската епоха като Кралски дворец „Квиринал“ (Reggia del Quirinale) и при папите като Апостолически дворец „Квиринал“ или Папски дворец „Квиринал“ (Palazzo Apostolico del Quirinale, Palazzo Papale del Quirinale), е исторически дворец в Рим, Италия, разположен на едноименния хълм и с изглед към едноименния площад. От 1870 г  е официална резиденция на Краля на Италия, а от 1946 г. – на Президента на Италианската република. Той е един от символите на Италианската държава.
Построен през 1573 г., дворецът е една от най-важните сгради в италианската столица, както от художествена, така и от политическа гледна точка. По неговото изграждане и декорация работят известни майстори на италианското изкуство: Пиетро да Кортона, Доменико Фонтана, Алесандро Спеки, Фердинандо Фуга, Карло Мадерно, Джовани Паоло Панини и Гуидо Рени.  В момента в него се съхранява голям фрагмент от фреска на Мелоцо да Форли.
Oт понтификата на Павел V дворецът се утвърждава като стабилна папска резиденция: той е домакин на 30 папи – от папа Григорий XIII до папа Пий IX. Първоначално издигнат като лятна папска резиденция, той се превръща в почти алтернативно място на Ватиканските дворци. 
Разположен на хълма Квиринал, дворецът осигурява по-лесен контакт на папите със седалищата на папските конгрегации, които оформят Римската курия през XVI век. По този начин Квиринал се превръща в де факто резиденция на папата в качеството му на суверен, допълваща тази на Ватикана, която е седалище на папата – глава на Католическата църква. Допълнителна, а не алтернативна резиденция: ето защо комплексът на Ватикана се развива през XVII век, когато е завършена работата по базиликата и Апостолическия дворец, изгражда се фасадата, издигната е Колонадата на Бернини, макар че папите живеят едва понякога там. От друга страна Квиринал се развива като светски дворец, почти без видими религиозни символи и преди всичко (уникален сред апостолическите дворци с тази си особеност) – без църква, отворена за обществеността. 
По време на френската окупация на Рим (1809-1814), Наполеон Бонапарт планира да превърне Квиринал в официална резиденция, но никога не успява да го използва лично. След 1870 г., с анексирането на Рим към Кралство Италия, дворецът става резиденция на кралете на Италия.
С раждането на Италианската република след институционалния референдум от 2 юни 1946 г., сградата става седалище на Президента на републиката.
Дворецът „Квиринал“ е с площ от 110 500 m² и е шестият дворец в света по площ, както и втората резиденция на президент (първата е Белият дворец в Анкара, Турция).  Комплексът на Белия дом (Вашингтон, САЩ) има площ, равна на 1/20 от тази на Квиринала.

## История

### Произход

#### Дворец „Монте Кавало“ и Вила „Карафа“
Още преди раждането на Двореца „Квиринал“ зоната, частично заета от централния комплекс, е била дом на вила на сем. Карафа. Тя е кръстена на кардинал Оливиеро Карафа, който купува имението в края на XV век и кара да построят първите сгради там, известни като Вила „Монте Кавало“ или Вила „Есте ал Куиринале“. 
През 1550 г. кардинал Иполито II д’Есте, собственик на Вила д’Есте в Тиволи, получава под наем вилата и лозето от кардинал Оливиеро Карафа за петгодишен период. По-късно договорът е подновяван няколко пъти, включително от племенника му Луиджи д’Есте, който също намира мястото подходящо за престои в Рим.
 Кардинал Иполито II д’Есте предприема първите значими работи по Вила „Карафа“, като основният му фокус е върху терена. Той нарежда изравняване и модифициране на пространството, за да създаде градини с фонтани, водни елементи и антични скулптури, открити в Рим по онова време – всичко за негова сметка.
През 1583 г. папа Григорий XIII, който често е бил гост на кардинал Иполито д'Есте или на неговия племенник Луиджи д'Есте, започва разширяване на вилата за своя сметка. Той я превръща в лятна резиденция с пълномощия на дворец, тъй като районът се смята за по-здравословен от Ватиканския хълм или Латеран. Проектът е поверен на архитекта Отавиано Маскерино, а работата е завършена две години по-късно, през 1585 г. Смъртта на папата през същата година попречва на Маскерино да започне втори проект, който предвижда разширяването на сградата в голям дворец с паралелни крила с портици и голям вътрешен двор. Сградата, построена от Маскерино, все още се разпознава в северния край на двора, в частта, характеризираща се с фасада на двойна лоджия. Тази част е увенчана с панорамна кула, днес известна като Кула на ветровете (Torre dei Venti) или куличка, издигната по-късно с изграждането на камбанария, базирана на предполагаем проект на Карло Мадерно и Франческо Боромини.
Сградата, построена от Отавиано Маскерино, макар и поръчана от папа Григорий XIII, остава собственост на семейство Карафа. Тя е дадена под наем на Луиджи д’Есте, племенник на кардинал Иполито II д’Есте, който я използва като резиденция в Рим. Според исторически сведения, починалият папа вероятно е възнамерявал да закупи имота, за да го остави на Луиджи д’Есте, но плановете му остават незавършени.

#### Придобиване от папа Сикст V
Папа Сикст V, впечатлен от мястото при възкачването си на папския трон, решава през 1587 г. да закупи земята и вилата от Апостолическата камара, с намерението да я превърне в папско лятно седалище. Малко след това той предприема разширяване на двореца, като поверява работата на Доменико Фонтана, който участва във всички големи архитектурни и градоустройствени проекти на неговия понтификат.
Папата се ангажира и с цялостното преустройство на района, включително изграждането на оста Страда Пия и Страда Феличе, създаването на кръстовището „Куатро фонтане“ и определянето на друга „частна“ резиденция на папата в Термини.
Доменико Фонтана играе ключова роля в оформянето на площада отпред, като възстановява статуите на Диоскурите, които от древни времена са разположени на хълма Квиринал. Те са традиционно приписвани на Фидий и Праксител, както все още пише на пиедестала. Освен това Фонтана изгражд първия фонтан на площада. 
Топонимът „Монте Кавало“ (от итал. „Хълм „Кон““) произлиза именно от скулптурната група, обозначаваща върха на хълма и площада.  Въпреки че вече не се използва официално в топонимията на града, някои стари римляни все още го наричат така.
Папа Климент VIII (1592-1605), който също живее във вилата през летния период, съсредоточава усилията си върху преустройството на парка на комплекса. Той кара да построят, наред с други неща, монументалния Фонтан на органа, отличаващ се с игри на вода и фонтани, придружени от звука на воден орган.

### От XVII до края на XVIII век
Папа Павел V възлага завършването на работата по основната част на сградата на Квиринал. На него именно се дължи голяма част от сегашния ѝ вид. Той поверява разширението на Фламинио Понцио, който изгражда последователно крилото към градината – Залата на Консисторията (Sala del Concistoro), днес Балният салон (Salone delle Feste), и Параклиса на Анунциата (Cappella dell'Annunziata). Тези пространства са украсени от 1609 до 1612 г. от Гуидо Рени в сътрудничество с Джовани Ланфранко, Франческо Албани, Антонио Карачи и Томазо Кампана, и характеризират сградата с едно от двете възвишения, които все още се виждат днес. 

Със смъртта на Понцио през 1613 г. работата по разширението е продължена от Карло Мадерно, който създава крилото на ул. „Куиринале“. Тук се намират най-известните зали от целия комплекс, включително Параклисът на Павел (Cappella Paolina), папските апартаменти и Кралската зала, сега известна като Салон на Кирасирите (Salone dei Corazzieri).
Височината на Параклиса на Павел и на Салона на Кирасирите налага изграждането на второ повдигане, което се вижда ясно на фасадата на сградата. Салонът на Кирасирите е украсен с рисуван фриз, дело на Агостино Таси – автор на проекта и отговорен за строителството на южната стена. Останалите три стени са поверени на Карло Сарачени и Джовани Ланфранко. В по-малка степен допринасят Алесандро Турки, Спадарино, Паоло Новели и Маркантонио Басети.
Папа Урбан VIII продължава разширяването на комплекса, като закупува много земи, разширявайки имота на изток в полза преди всичко на градината, чийто размер почти се удвоява. Той издига стената, която обгражда новия периметър на комплекса Квиринал, и построява, с цел защитата на двореца, ниска фасадна кула с квадратни процепи за процепите на оръдията. Оцелелите части от тези стени все още се виждат на ул. „Джардини“. 
През 1638 г. Джовани Лоренцо Бернини проектира Лоджията на благословиите, разположена над главния входен портал на сградата. По късно, при папа Александър VII, Бернини проектира Маника Лунга (Дълъг ръкав), като изгражда първата й част през 1657 - 1659 г. Строителството на сградата е продълженоа през 1722-1724 г. от Алесандро Спеки за папа Инокентий XIII и е завършено от Фердинандо Фуга през 1730-1732 г. за папа Климент XII. В края на Маника Лунга Фуга модифицира сградата от XVII век на граф Канталмаджо, превръщайки я в Сграда на секретаря на шифъра, днес известна като Палацина дел Фуга и помещаваща офисите и частните апартаменти на Президента на Италианската република.
На 5 юли 1770 г. Моцарт е номиниран за рицар на Ордена на Златната шпора с церемония, проведена в Двореца „Квиринал“.

### От Наполеон до превземането на Рим
Когато Наполеон окупира Рим и го присъединява към Френската империя (1809 - 1814), една от първите му цели е окупацията на двореца „Квиринал. Той планира мащабна реконструкция, за да го превърне в официална резиденция на френския император във втория най-важен град на империята след столицата Париж. Особено след раждането на Наполеон Франциск II, негов син от втората му съпруга Мария-Луиза Австрийска, който носи титлата „крал на Рим, дворецът придобива още по-голямо значение“.
От краткото наполеоново интермедзо днес остава разделянето на голямата галерия, която гледа към пл. „Куиринале“, за да се оформят три зали, които съществуват и днес: Жълтата зала, Залата на Август и Залата на посланиците. Това преструктуриране, извършено от архитект Рафаеле Стърн, водии до загуба на единството на изключително ценния цикъл от стенописи на Пиетро да Кортона от XVII век. Освен това дворецът е лишен от обзавеждане и произведения на изкуството, по-специално от две картини на Тициан и Гуерчино. Въпреки плановете си Наполеон I никога не използва лично Квиринал, тъй като средствата, предназначени за него, са отклонени за Руската военна кампания от 1812 г.
През май 1814 г., след края на наполеоновата окупация, папа Пий VII се завръща в Рим и възстановява владението над Квиринал. Той незабавно започва работи по заличаване на следите от френското управление, като използва архитект Стърн, който преди това е работил за Наполеон. Сред най-важните интервенции са строгите стенописи в Параклиса на Павел и окончателното подреждане на Фонтана на Диоскурите на площада пред входа.
Пий IX е последният папа, обитавал Квиринал от избирането му до пробива на Порта Пия на 20 септември 1870 г., след което папите официално се установяват в Апостолическия дворец на пл. „Свети Петър“.

### Савойски период
След анексирането на Рим към Кралство Италия през 1870 г., крал Виктор Емануил II конфискува двореца „Квиринал“, превръщайки го в официална резиденция на италианските монарси. Въпреки пробива на Порта Пия дворецът остава окупиран от швейцарските гвардейци в служба на Пий IX до 1 октомври 1870 г., когато генерал Рафаеле Кадорна ги отстранява насила. След това Квиринал става резиденция на кралете на Италия до 1946 г.
По време на престоя си в двореца Савойците преструктурират редица  зали, за да ги адаптират към новите нужди на кралския двор и за да потвърдят отново ролята на Савойската династия като нов владетел на новороденото Кралство Италия и в Рим – един от крайъгълните камъни на съпротивата на савойската власт. Дворецът е обзаведен основно с необарокови и неорококо мебели от различни дворци в Италия, по-специално от Савойските кралски резиденции в Пиемонт и от Херцогския дворец в Колорно. За залите е предпочетен стилът Луи XIV, за да върне сградата в ерата на неговия максимален блясък – XVII век. Много среди са напълно преработени, особено по време на крал Умберто I (1878 - 1900), по инициатива на съпругата му, кралица Маргарита. Древната Зала на консисторията е преустроена и става сегашната Бална зала, изисканата декорация на Огледалната зала е създадена в неорококо стил, а Папските апартаменти в древното ядро на сградата са модифицирани, за да бъдат адаптирани към живота на кралското семейство. Наполеоновата зала на Август става Тронна зала.

### Президентите на Италианската република и Квиринала
Малко преди края на Втората световна война възниква дебат за това как да се използва дворецът, тъй като изглежда малко вероятно той да продължи да се използва като кралски дворец или като резиденция на Президента на републиката. Някои учени изказват хипотезата за използването му като Национален музей. През 1945-1946 г. Емилио Лаванино, Алдо Де Риналдис и Федерико Дзери изработват предложение за преустройство на сградата по начин, подобен на тозии в Лувъра и с Ермитажа. По-късно обаче Квиринал е избран за дворец на Президента на републиката и това предложение не е последвано.

Въпреки това първите двама президенти на Италианската република – Енрико Де Никола и Луиджи Ейнауди, не живеят в Квиринал. Джовани Гронки е първият президент, който живее в сградата, последван от Антонио Сени, Джузепе Сарагат и Джовани Леоне, всички със съответните им семейства. Вместо това Сандро Пертини и Франческо Косига използват Квиринал като офис, но никога не живеят там. Оскар Луиджи Скалфаро се мести там, въпреки че продължава да използва къщата си; там се местят неговите трима наследници Карло Адзельо Чампи, Джорджо Наполитано и Серджо Матарела.
Интервенциите, извършени в Квиринал през последните десетилетия, са ограничени до възстановяването и опазването на огромното художествено наследство на сградата. По-специално са забележителни реставрациите, извършени по време на президентството на Чампи и Наполитано, които включват крилото с изглед към пл. „Куиринале“ и които виждат възраждането на декорациите от XVII век, обезобразени от интервенциите в началото на XIX век, дело на наполеоновите архитекти (по-специално в Жълтата зала и в Залата на Август). Най-забележителната намеса обаче е възстановяването на фасадите, което връща сградата към оригиналния цвят травертин, заменяйки охрата от Савойската епоха. Оригиналността на травертина е засвидетелствана чрез изследването на картините на великите пейзажисти от XVIII век (като Джовани Паоло Панини или Каспар ван Вител), както и с научни изследвания на последователните слоеве мазилка.
През декември 2021 г. сътрудничество между Президентството на републиката и Google Arts and Culture прави възможно виртуалното посещение на сградата.

## Описание
Дворецът е устроен около величествения Почетен двор, като централното му тяло включва най-впечатляващите зали от целия комплекс, които служат за официалните приеми на Президента на Италианската република. В дъното на т. нар. Маника Лунга („Дълъг ръкав“), разположена по протежение на ул. „Куиринале“, се намират офисите и личните апартаменти на Президента. В началото на улицата са разположени разкошните императорски апартаменти, оформени и обзаведени специално за посещенията на кайзер Вилхелм II през 1888 и 1893 г. Днес те приемат чуждестранни монарси и държавни глави, гостуващи на Президента на републиката. Дворецът впечатлява със своите 1200 зали.

### Белетаж

#### Почетно стълбище
Почетното стълбище на двореца е проектирано от арх. Фламинио Понцио по поръчка на папа Павел V. С внушителни пропорции, то е изградено върху система с двойна рампа, прекъсната от просторна площадка с изглед към градината. След площадката двете рампи водят съответно към предверието на Балния салон и към Залата на Кирасирите.
Стълбището впечатлява със своя доминиращ стенопис „ Христос в слава“ или „Благославящият Христос“ на Мелоцо да Форли. Първоначално част от апсидалната украса на римската църква „Свети 12 апостоли“, стенописът е преместен след преструктурирането на храма през 18 век от Карло Стефано Фонтана. От същия стенописен цикъл произхожда и прочутата група „Ангели-музиканти“ на Мелоцо, днес съхранявана във Ватиканските музеи. Стенописът е стратегически разположен над първата стълбищна площадка, на страничната стена към Почетния двор, така че да бъде по-видим за напускащите сградата, отколкото за влизащите. Този ефект е целенасочен – напомня на гостите, че са получили папската благословия, служейки като символично сбогуване и пожелание за късмет. Под стенописа е зазидана латинска плоча, която подчертава първенството на Мелоцо в перспективата, а цялата композиция е обградена от хералдическите символи на папа Климент XI.
На площадката могат да се видят и други фрески от 19 век, дело на Анибале Бруньоли и Давиде Натали. Те изобразяват „Сцена с херувими и птици“ и „Сцена с танцуващи херувими и музиканти“, които са част от по-голям декоративен цикъл, включващ и украсата на предверието на Балния салон.

#### Зала на Кирасирите
Залата на кирасирите впечатлява със своите монументални размери – 37 метра дължина, 12 метра ширина и 19 метра височина. Тя е първата зала, която се разкрива след изкачването на Голямото стълбище и традиционно служи за инспекция на Частта на Кирасирите по време на най-важните церемонии. Освен това, залата, първоначално проектирана като папска тронна зала, днес е домакин на множество официални събития на Президента на републиката, включително публични изслушвания и церемонии по награждаване.
Построена в началото на 17 век по проект на Карло Мадерно и по поръчка на папа Павел V, залата запазва скъпоценния касетен таван и мраморната настилка, която отразява същия геометричен дизайн като тавана. В горната част на стените се намира впечатляващ фресков фриз, създаден през 1616 г. от Агостино Таси, Джовани Ланфранко и Карло Сарачени. От същия период датират и гротеските на разтворените прозорци, дело на Анибале Дуранти.
През 1872 г. Гаетано Лоди добавя гербовете на основните италиански общини под фриза, а двойният портал, водещ към Параклиса на Павел, също произхожда от 17 век. Завършвайки великолепната украса, залата е обогатена с поредица от гоблени от 18 век – четири от Френската школа, а останалите изтъкани в Неапол.

#### Параклис на Павел (Капела Паолина)
Параклисът на Павел впечатлява със своите архитектурни и пропорционални характеристики, които напомнят на Сикстинската капела във Ватикана. Голямата сводеста зала е с дължина 42 метра, ширина 13 метра и височина 20 метра, а самата постройка е дело на Карло Мадерно, създадена по поръчка на папа Павел V.
Размерите на параклиса не са случайни – исторически той е бил използван за конклави, а и до днес по време на коледните и великденските празници тук се отслужва литургия в присъствието на Президента на Италианската република. Освен това, през 1930 г. в тази величествена обстановка се е състояла сватбата между Умберто II и белгийската принцеса Мария-Жозе.
Сводът на параклиса е украсен с богато бяло и позлатено покритие от мазилка, дело на Мартино Ферабоско през 1616 г. През 1818 г. папа Пий VII nарежда стените да бъдат украсени с монохромни фрески, изобразяващи „Апостолите и Евангелистите“. На олтара се намира френски гоблен от 19 век, представящ „Последната проповед на св. Стефан“.

#### Първа представителна зала
Първата представителна зала, построена от Карло Мадерно в началото на 17 век, първоначално е била част от Апартамента на папа Павел V, служейки като негов хол. Разположена с изглед към Вътрешния двор, тя впечатлява със своята богата украса. През 1616 г. През 1616 г. Агостино Таси създава фриза, изобразяващ „Сцени от живота на Свети Павел“, допълнен с гербовете на рода Боргезе. По-късно, в епохата на Наполеон, са добавени медальони с алегорични фигури, а през 1906 г. Алесандро Паломби и Ернесто Баларини рисуват фреската на свода, озаглавена „Плодовете на мира“.
Стените на залата са украсени с големи гоблени с историите на Дон Кихот, изтъкани от Кралската манифактура на Неапол между 1757 и 1779 г. Сред художествените съкровища тук се откроява голямата картина на Франческо Манчини, озаглавена „Целомъдрието наказва Любовта“. Обзавеждането на залата включва часовник от средата на 18 век, подписан от великия дърводелец Жан-Пиер Лац, който произхожда от Вила Дукале в Колорно. Завършвайки интериора, тук се намира и малък абаносов шкаф, прекрасен пример за венецианско майсторство от XVI век.

#### Зала на добродетелите
Залата на добродетелите носи името си от четирите кардинални добродетели, изобразени във фресковия фриз по стените, създаден през 1616 г. от Чезаре Росети. Освен тях фризът включва десет фалшиви картини с пейзажи, които допълват художествената композиция.
В центъра на свода се намира гербът на папа Павел V, който през 19 век е модифициран с емблемата на папа Пий IX. Сред най-забележителните произведения в залата е гобленът „Изгонване на търговците от храма“, част от величествена поредица, посветена на Новия завет, изтъкана в Парижката манифактура на гоблените в средата на 18 век. Цялата серия включва осем произведения, като четири от тях се намират в двореца, включително един в Залата на потопа, а останалите се съхраняват в папските колекции.
Отстрани на гоблена са разположени две големи теракотени вази, изработени в Мексико в края на 17 век, поставени върху елегантни позлатени дървени основи от 18 век. Другите две вази принадлежат към изключителна колекция от ориенталски порцелан, събрана от папите през втората половина на 18 век. Основите им са специално създадени, за да представят големите вази в галерията на двореца.

#### Зала на потопа
Залата на потопа носи името си от Всемирния потоп, който е една от библейските сцени на фресковия фриз от 1616 г. Този фриз се отличава със своето високо качество и степен на съхранение и е дело на Антонио Карачи и на анонимен художник-караваджист. 
В средата на 19 век залата, както и съседните, е реновирана по желание на папа Пий IX. В резултат на тези интервенции са добавени декорации по страните на свода и изискана щукатура по стените, която симулира покритие от полихромни мрамори.
Сред най-ценните произведения в залата е гобленът „Измиването на краката“ от 18 век, който е част от грандиозна серия, посветена на Новия завет. Част от тази серия се намира и в предходната зала. Цялата скъпоценна поредица от осем гоблена е дарена от Наполеон I на папа Пий VII през 1805 г., когато отношенията между двамата все още са нормални. Само четири години по-късно, през 1809 г., Пий VII е арестуван от френски служители именно в Квиринал.

#### Зала на ложите
Залата на ложите впечатлява със своята изящна украса, доминирана от фриза, приписван на Бернардо Кастело – генуезки представител на Късния маниеризъм, поканен в двореца от Павел V. Сред неговите творби тук се открояват алегоричните фигури на справедливостта и умереността, както и ангелите, поддържащи папския герб на папа Пий IX.
По време на управлението на Пий IX украсата на останалата част от свода е поверена на Анибале Анджелини, който, вдъхновен от стенописите от 16 век на Кралската зала във Ватикана, създава фалшива лоджия около предишната фреска в замъка, от която гледат швейцарските гвардейци.
Освен това в залата са запазени пет фрески, свалени от друга част на двореца. Те са поръчани от папа Урбан VIII на Марко Тулио Монтаня и Симоне Ладжи, за да прославят важни архитектурни интервенции от неговия понтификат. Сред тях са Орвието, Пантеона, Кастел Сант Анджело, пристанището на Чивитавекия и църквата „Сан Кайо“ в Рим.

#### Зала на Бусолантите
Залата на Бусолантите носи името си от служителите на папските преддверия. Последната зала в апартамента от XVII век, тя първоначално е служела като вход към малък ораторий в Параклиса на Павел, който днес е скрит зад тапицерия. Още от най-ранните етапи на украсата ѝ, в центъра на свода се откроява папският герб, а по стените е разположен декоративен фриз. През XIX век този фриз е съществено модифициран чрез добавянето на осем сцени, изобразяващи пейзажи от живота на Свети Бенедикт.
Сред най-забележителните произведения, украсяващи стените, се откроява скица от XVII век на Джован Батиста Гаули, създадена като подготовка за фреска в Йезуитската библиотека в Рим. Освен това залата приютява тондо с копие на прочутата Madonna della Seggiola на Рафаело Санцио, изработено през 1929 г. от Школата по мозайка на Ватикана. В рамката на творбата са вписани инициалите на папа Пий XI, който я дарява на крал Виктор Емануил III през декември 1929 г. – жест, отбелязващ първото посещение на кралското семейство във Ватикана след подписването на Латеранските договори между Италианската държава и Църквата.

#### Зала на балкона
През голямата френска врата, която се отваря в тази зала, се излиза на Лоджията на благословиите, построена през 1638 г. по проект на Джан Лоренцо Бернини, разположена точно над главния вход на Квиринал. 
Помещението е свързано с Параклиса на Павел и може да служи като сакристия. За разлика от останалите стаи на Папския апартамент, тук липсва стенописна украса, но сводът е изящно оформен с елегантна щукатура, напомняща тази в параклиса.
По време на конклавите, провеждани в Квиринал през XIX век, прозорецът е бил зазидан, за да символизира изолацията на двореца от външния свят. След избора на новия папа обаче той отново е отварян, за да може новият глава на Католическата църква да благослови хората за първи път.
Помещението някога е било известно като Sala dei Precordi, тъй като тук са били подготвяни за балсамиране починалите папи. Вътрешните им органи, наречени „прекорди“, са били подреждани в два метални контейнера, преди да бъдат пренесени в близката църква „Св. св. Викентий и Анастасий“ на Пиаца ди Треви.

#### Малък салон на Свети Йоан
Подобно на съседната Зала с балкона, тази зала има сводест таван, украсен с изящна гипсова декорация от 1616 г.. По-късно, в края на XIX век, между гипсовите орнаменти са добавени четири правоъгълни изгледа, които възхваляват Савойските кралски дворци в Торино, Флоренция, Венеция и Неапол.
Според първоначалния проект от XVII век помещението е било предназначено за частен параклис на папата, но вместо това е използвано като поддържащо пространство към съседната сакристия. Днес залата служи само като проходно помещение, но въпреки това съхранява две забележителни произведения. Едното е масата с осмоъгълен плот, датираща от средата на XVI век – великолепен пример за инкрустация със скъпоценни цветни мрамори. Основата ѝ, изработена от позлатено дърво, е оформена като двойка преплетени делфини и е също толкова изящна. Другото произведение е паното, което представлява древно копие на Св. Йоан в пустинята от Рафаело. Това е 16-вековна творба с изключително качество, която се приписва, наред с други, на Джулио Романо – най-талантливият ученик на Рафаело.

#### Жълта зала
Жълтата зала, заедно със следващите две, първоначално е била част от една голяма зала, която е разделена по време на Наполеоновата епоха. В този период всички прозорци, гледащи към двора, са били зазидани, а голяма част от стенописите от XVII век на Пиетро да Кортона са унищожени. Въпреки това някои библейски сцени от Стария завет са запазени в горната част на стените.
Декоративните елементи, добавени между тези сцени, датират от времето на папа Пий IX. Камината в залата, изработена през 1812 г., също е от Наполеоновата епоха. Обзавеждането е изключително богато, включващо четири великолепни френски гоблена, три големи конзолни маси от XIX век и три порцеланови вази от XVIII век.

#### Зала на Август
До средата на XX век залата е била известна като Тронна зала, тъй като първоначално папа Пий IX, а по-късно и кралете на Италия са я използвали за тази цел.
През 2005 г. в помещението са открити части от оригиналната декорация от времето на папа Александър VII, както и петте прозореца, които разкриват гледка към вътрешния двор. 
В горната част на стените продължава поредицата от сцени от Стария завет, започнала в Жълтата зала, докато таванът, който запазва оригиналния дизайн от XVII век с касети във формата на гръцки кръст, е последно предекориран през 1864 г. 
Сред богатото обзавеждане на залата заслужава внимание каминният часовник, изработен от парижкия майстор часовникар Дени Масон през първата половина на XVIII век.
Настоящото име на залата се свързва с мраморния бюст, поставен върху една от конзолните маси – частично копие на прочутата скулптура „Август от Прима Порта“.

#### Зала на посланиците
Залата, използвана като приемна за акредитирания дипломатически корпус при официални посещения на чуждестранни държавни глави в Италия, е възстановена през 2001 г., но без да претърпи значителни промени или реконструкции като предишните помещения.
Тук завършва цикълът от библейски картини на Пиетро да Кортона, започнат в Жълтата зала. Той е допълнен от по-светски фрески от XIX век, изобразяващи Добродетелите, създадени в периода 1823 – 1864 г. от Франческо Мано, Луиджи Кокети и Томазо Минарди.

#### Зала на Херкулес
Залата на Херкулес е една от най-новите зали в двореца, създадена през 1940 г. чрез разглобяване на стаите от зимния апартамент на папата, за да се направи Тронна зала.
Сред най-забележителните произведения тук са три гоблена от края на XVII – началото на XVIII век, изтъкани в Париж в Манифактурите на кралските гоблени. Те представят Триумфа на боговете, изобразявайки сцени, свързани с Аполон, Минерва и Херкулес – митичния герой, който дава името на залата.
Също така значими са шестте картини на Корадо Джакуинто от около 1735 г., които пресъздават епизоди от историите на Еней. Тези платна произхождат от Вилата на кралицата в Торино, един от дворците, от които Савойците взимат произведения на изкуството и мебели, за да обзаведат Квиринал след 1870 г.

#### Зала на ковчежетата
Подобно на предишната зала, тази също датира от 1940 г. Преди това тук се е намирал малък параклис и зала за аудиенции, известна като мястото на ареста на папа Пий VII призори на 6 юли 1809 г. по заповед на Наполеон Бонапарт. 
Името на залата произлиза от петте инкрустирани ковчежета, разположени върху конзолните маси. Към тях се добавя монументален secrétaire, който крие над сто чекмеджета и тайни отделения с различни размери. 
По стените са разположени четири елегантни френски гоблена от XVIII век, изобразяващи класически божества, символизиращи Сезоните или Елементите. Пети гоблен, също от XVIII век, представя епизод от историите на Дон Кихот. Той е част от важна серия, изтъкана в Кралските неаполитански бурбонски фабрики, създадена, за да допълни група френски гоблени, посветени на известния герой на Сервантес. 
Като се броят и многото декоративни платна, в двореца са запазени над сто произведения от Неаполитанската серия.

#### Стълбище на Маскерино
Спираловидното стълбище, построено между 1583 и 1584 г. по проект на Отавиано Маскерино, е едно от най-забележителните архитектурни елементи на двореца Квиринал. Отличава се с двойки травертинови колони, които съпровождат извивките на рампи с елипсовиден план, а в горната си част е увенчано с елипсовидна капандура.
Това стълбище е служело като основен достъп до най-старото ядро на двореца, водещо към апартаментите на папите. Благодарение на малката стръмнина на стъпалата, папите са можели да стигнат до своите покои директно на кон, което го прави уникално сред дворцовите стълбища..

#### Почетна ложа
Тази зала, разположена с изглед към Почетния двор, е осветена от големите прозорци, намиращи се под кулата. Тя служи като домакин на пресконференции, на които политически личности обсъждат формирането на изпълнителните органи. Именно тук Министър-председателят in pectore обявява приемането на длъжността и понякога разкрива списъка на министрите.
Залата е украсена с големи пиластри, завършващи с позлатени йонийски капители, както и с живописна украса, покриваща целия свод. Тази украса е дело на Ернесто Баларини и Алесандро Паломби през 1908 г. Интересен детайл са колоните, които произхождат от иконостаса на Параклиса на Павел (Капела Паолина).
Над лоджията се издига кулата, построена по заповед на папа Григорий XIII. Вътре се намира внушителна трапезария, предназначена за по-сдържани официални срещи, която предлага прекрасна гледка към Рим.
Отвън може да се види часовникът от 1626 г., който има циферблат, разделен на шест часа. Тази 6-часова система, известна като „римска“ или „италианска“, е начин за отчитане на времето, при който денят започва от Аве Мария вечер (около половин час след залез слънце, когато здрачът свършва) и се разделя на 6 часа, повтарящи се 4 пъти. Тази система е въведена от Църквата през XIII век и остава в употреба в Италия до пристигането на Наполеон, който налага 12-часовата система. 

#### Зала на Брондзино
Тази зала носи името си от гоблените от XVI век, изтъкани по дизайн на Аньоло Брондзино. Днес тя служи като първото място за среща между Президента на Италианската република и държавните глави – гости на Почетната ложа.
Гоблените, посветени на библейската история на Йосиф, са част от поредица, поръчана от Козимо I де Медичи през 1546 г. за Палацо Векио във Флоренция. Останалите гоблени от тази серия, които не са взети от Савоя, все още могат да бъдат намерени там.
На свода на залата доминира фреската „Алегория на Италия“, създадена от Алесандро Паломби и Ернесто Баларини в началото на XX век.
Сред значимите промени в интериора е реновацията на подовете и обзавеждането, извършена по повод посещението на Адолф Хитлер през 1938 г. По този повод в залата са поставени бюстове на персонажи от Древен Рим, изработени в съвременен стил, с изключение на един бюст, който датира от I век.

#### Зала на Друз
Залата на Друз носи името си от мраморния бюст на Нерон Клавдий Друз – най-големия и любим доведен син на император Октавиан Август, който загива млад след падане от кон. 
През XVII век залата е известна като Залата на Урбан, наречена в чест на папа Урбан VIII, който я използва като зала за аудиенции, свързана с частния му апартамент. В края на XIX век тя става спалнята на крал Умберто I.
Фризът по стените на залата произхожда от савойската епоха. Надписите върху щитовете, държани от пути, се отнасят за известни римски битки и исторически събития от времето на Карл Алберт и Виктор Емануил II, като се търси паралелизъм между Римската империя и разширяването на Савойската държава. Освен Савойския орел фризът включва маргаритки, които загатват за кралица Маргарита, съпругата на крал Умберто I. 
Под картина в стил Караваджо, изобразяваща Покаянието на Свети Йероним, се намира комо от XVIII век на черен фон, изработено в Париж с фини лакирани японски панели. Авторът му е Бернард Ванрисамбург, който вероятно го е създал за крал Луи XV.
Сред ценните мебели в залата се откроява произведение от XVIII век, идващо от Херцогство Парма, което включва гоблен на червен фон, изобразяващ животни и пейзажи.
Особено впечатляващ е големият гоблен, посветен на екзотични животни, част от поредица от XVIII век, известна като „Новите Индии“. Още пет части от същата серия се съхраняват в Залата на Зодиака.

#### Кабинет на Президента на Италианската република
Този кабинет е един от двата президентски кабинета, заедно с този в Палацина дела Фуга. Тя служи като висше представителство, където Президентът на републиката провежда официални срещи с държавни глави и партийни секретари по време на консултациите за съставяне на правителството.
Първоначално залата е била лятната спалня на папите, но с течение на времето е адаптирана за новите функции на двореца.
Сред обзавеждането заслужава внимание френското бюро от 1750 г., което произхожда от Кралския дворец в Парма. На стената зад бюрото се намира картина от втората половина на XVII век, дело на Боргоньоне.

#### Зала на гоблените от Лил
Тази зала носи името си от петте гоблена от XVIII век, изработени в Кралската фабрика в Лил във Франция между 1715 и 1720 г. Някои от тях са създадени по модели, вдъхновени от творби на фламандския художник Давид Тенирс Млади, докато други носят подписа на фламандския майстор на гоблени Гийом Вениер. Гоблените представят идилични сцени от селския живот, разположени на фона на пейзажни композиции.
Днес залата изпълнява важни официални функции – тук се провеждат заседанията на Висшия съвет по отбрана, които се свикват поне два пъти годишно от Президента на републиката. Освен това залата е мястото, където се представят новите посланици, акредитирани в Квиринал, преди тяхната официална среща с Държавния глава в Кабинета при Ветрата.
Когато Квиринал все още е бил проста вила, известна като Вила Грегориана, тази зала е служела като голямо преддверие, осигуряващо достъп до личните стаи на папата.
В епохата на Наполеон залата е била разделена на две помещения, за да се създаде спалнята на императора, за която е нарисувана картината „Сънят на Осиан“ от Жан Огюст Доминик Енгър, както и баня.
След като папа Пий VII се завръща в Квиринал, той нарежда залата да бъде възстановена до предишното ѝ оформление и да бъде украсена с религиозни теми.
В края на XIX век залата е използвана като спалня на кралица Маргарита, съпруга на Умберто I. В началото на XX век тя се превръща в хол на новите императорски апартаменти, а върху свода са поставени пет платна от края на XVII век, изобразяващи митологични сцени и божества от гръцкия свят.
Сред забележителните елементи в залата се откроява камината от порфир, дело на Карло Албачини, както и огледалата с позлатени рамки и фризовете над вратите, които датират от края на XIX век.
Обзавеждането включва мебели от първата половина на XVIII век, а големият килим Херат произхожда от началото на XIX век.

#### Малък наполеонов салон
Това помещение, разположено до спалнята на Наполеон, първоначално е било замислено като тоалетна стая на императора по време на френската окупация на двореца. От този период датира таванът, който първоначално е бил украсен с митологични сцени, посветени на темата за обличането и въоръжението.
По времето на папа Пий IX картините са свалени от тавана, като днес са запазени само осем медальона със златен фон, изобразяващи фигури, държащи дрехи и оръжия. В четирите ъгъла на тавана се намират елегантни алегории на славата, които държат лаврови венци, предлагани на двойки орли – символ на Наполеоновата империя.
Залата е украсена с три гоблена, които са част от поредица, посветена на Историите на Дон Кихот. Те илюстрират епизоди от известния роман на Сервантес и са изтъкани през втората половина на XVIII век в Кралската манифактура в Неапол.
На стената между прозорците е окачена картина, изобразяваща принц Евгений Савойски-Каринян, който между XVII и XVIII век ръководи с голям успех имперската австрийска армия.

#### Библиотека „Пифети“
Малката зала получава името си от великолепната библиотека, създадена около средата на XVIII век за вилата на кралица Анна-Мария Орлеанска в близост до Торино. Този шедьовър е дело на прочутия пиемонтския майстор на мебели Пиетро Пифети.
По желание на крал Умберто I и кралица Маргарита библиотеката е пренесена в двореца Квиринал, където може да бъде видяна и днес.
Структурата ѝ е изградена от тополово дърво, покрито с фурнир, украсен с инкрустации от палисандрово дърво, чемшир, тис и маслина, допълнени с изящни декорации от слонова кост.

#### Музикална зала
Тази зала носи името си от английското фортепиано и мебелите, декориирани с музикални инструменти. Запазвайки важни елементи от началото на XIX век, тя е била кабинет на Наполеон, който, седейки тук, можел да наблюдава града през шестте ѝ прозореца, символично утвърждавайки властта си над него. 
Сводът на залата носи духа на френската окупация. В центъра му се намира голямото платно от Пеладжо Паладжи, посветено на Юлий Цезар, изобразен, докато диктува своите коментари – „За Галската война“ и „За Гражданската война“. В знак на възхищението си към Цезар Наполеон поръчва произведение, в което римският владетел е представен с чертите на самия френски император. 
Останалата част от свода също произлиза от наполеоновата епоха. В него се открояват шест тонда на син фон, представящи езическите божества-покровители на Рим. Те са дело на Феличе Джани – неокласически художник, страстно привързан към революционните идеи и разширението на Наполеоновата империя. Именно заради тази преданост той често изпълнява френски поръчки, украсявайки редица зали в Апартамента на Бонапарт.

#### Зала на мира
Залата, част от апартамента, подготвен за Наполеон, е посветена на темата за мира. На тавана е изобразена сцена с езическо жертвоприношение на два олтара – единият посветен на мира, а другият – на Янус, символизиращ двойнствеността и прехода. Интересен детайл е, че Янус също напомня за името на автора – Феличе Джани. 
Тематичната концепция на залата цели утвърждаването на Наполеон като миротворец – образ, който подчертава ролята му в разцвета на изкуствата и науките. В този дух гипсовият фриз по стените е посветен на художници, скулптори, архитекти и музиканти, чиито портрети са вмъкнати в медальони. До всеки медальон стои Крилата слава, която увенчава 22 герои с лаврови венци. Сред изобразените творци има както италиански, така и френски представители, с изключение на австрийския композитор Йозеф Хайдн, който е включен във фриза, тъй като е бил особено ценен от Наполеон. Фризът е дело на римлянина Алесандро д’Есте, любим ученик на великия неокласически скулптор Антонио Канова. Самият Канова участва в разработването на иконографската програма, предназначена за залите на наполеоновия дворец.

#### Зала на победата
Залата на победата, пригодена за Наполеон Бонапарт през 1812 г., е посветена на темата за войната и триумфа. Централната част на касетирания таван е доминирана от динамична бойна сцена, дело на Феличе Джани, който е украсил и съседните помещения. 
Гипсовият фриз, украсяващ горната част на стените, следва военната тематика. В медальоните са представени Дванадесетте цезари – римските императори от Юлий Цезар до Домициан, разположени между двойки Крилати победи и трофеи от оръжия. Първоначално медальоните носели имената на съответните императори, но след завръщането на папа Пий VII в Квиринал след Наполеоновата окупация, тези надписи са заличени.
В залата се намират две ценни френски мебели от XVIII век: Cartonnier-ът зад бюрото, който вместо чекмеджета има кожени кутии за съхранение на документи, и малкият secretair, дело на майстора на мебели Мартен Карлен, украсен с изящни панели от порцелан от Севър, изрисувани с кошници с цветя. 
По стените и над вратите са подредени седем овални рисунки от XVIII век, представящи портрети на дами от виенския двор на Мария-Каролина Хабсбургска, съпруга на крал Фердинанд IV.
Сред ценните предмети в залата се откроява оригинален часовник от XIX век, съставен от алабастрова колона, увенчана със сложен механизъм, който показва астрономическите фази.

#### Зала на дамите
Залата до голяма степен запазва оформлението си от 1812 г., когато е била всекидневната на Наполеоновия апартамент. Гипсовият фриз, дело на Бертел Торвалдсен, представя влизането на Александър Велики във Вавилон – сцена, избрана да символизира влизането на Наполеон в Рим, което така и не се случва. Тази композиция е била изключително успешна, а Торвалдсен е създал копия за различни клиенти. 
От Наполеоновия период произхождат мраморният под, който включва пано от римска мозайка в центъра, както и изящната камина, украсена с две статуи на дакийски роби.
Сводът на залата е изписан през 1812 г. от Феличе Джани, който е автор на таваните и украсата на останалите зали в апартамента. В центъра на свода по време на Наполеоновата епоха е била монтирана голяма картина, посветена на император Траян. По-късно тя е преместена в друга част на сградата, разкривайки стенопис от XVII век, който и до днес е видим и включва герба на папа Урбан VIII.
Залата носи името си от четирите големи кръгли картини, представящи суверена Карл Емануил III Савойски и и неговите три съпруги, които трагично напускат този свят след само няколко години брак, оставяйки краля вдовец за повече от три десетилетия.

#### Зала на пчелите
Залата, която днес служи като преходно помещение, през XVIII век е била използвана от папите за даване на благословия на вярващите от прозорец, гледащ към Почетния двор.
Името ѝ произлиза от пчелите, изобразени в центъра на свода. Те са нарисувани през XVII век като символ на герба на папа Урбан VIII – един от великите папи на бароковата епоха. Останалата част от свода е украсена през 1907 г. с гротески и бюстове на герои от Древен Рим.
Фризът с щукатури от 1812 г. произхожда от епохата на Наполеон и е посветен на Лоренцо де Медичи – фигура, възприемана като модел за художествено меценатство, добро управление и неристократичен произход – добродетели, високо ценени от Наполеон. Автор на фриза е Франческо Масимилиано Лаборьор, римски скулптор, близък до френските културни среди.
Сред обзавеждането на залата се откроява бюстът на император Комод от II век сл. н. е., както и парижкият гоблен от края на XVIII век, посветен на епизод от френската история.

#### Зала на Зодиака
Залата, създадена по време на Наполеоновия период, е оформена чрез обединяването на две предишни зали от епохата на папа Павел V, за да се формира внушителната Императорска зала, известна още като Зала на министрите.
От този период произхожда гипсовият барелефен фриз на Карло Финели от 1812 г., който изобразява Триумфа на Юлий Цезар. В савойската епоха залата е превърната в ежедневна трапезария на кралското семейство.
Сводът е украсен през 1888 г. от Анибале Бруголи с алегория на Аврора, допълнена със знаците на Зодиака в люнетите. 
По стените са разположени пет гоблена от XVIII век от серията „Нови Индии“, изработени през 1771 - 1786 г. от френската фабрика „Гоблен“. Тези гоблени са дарени през 1786 г. от Луи XVI на ерцхерцог Фердинанд Австрийски и съпругата му Мария Беатриче д’Есте. 
Залата е допълнена с дванадесет кресла, дело на Андреа Брустолон от началото на XVIII век. Върху подлакътниците венецианският скулптор е издълбал зодиакалните знаци за всеки месец от годината.

#### Зала на тъканите на Павел VII
Залата, известна допреди няколко години като Зала на пиемонтските тапети, носи името си от копринената тапицерия от XVIII век, която покрива стените от края на XIX век.
През 2005 г. се препоръчва премахването на тъканите с цел консервация, което води до откриването на важен фриз от 1610 г. Той изобразява фонтани и сгради, построени от папа Павел V. Сред представените сгради са фасадата на Базиликата „Свети Петър“, три изгледа на Санта Мария Маджоре и ъгъл на двореца, гледан от градините.
На свода има темперни рисунки от края на XIX век, които напомнят на стила на рококо тъканите, които са били по стените, симулиращ с голямо майсторство ефекта на копринена повърхност. Сред ценните мебели в залата се откроява групата фотьойли, дивани и табуретки от XVIII век – френско производство, идващи от двореца в Колорно. Единственият чифт свещници е от същия период в бронз, калай и майсенски порцелан, показващ преминаването на лебед във водите на тръстика. 
Картината от XVII век, приписвана на Джовани Андреа Сирани, илюстрира Триумфа на Галатея – изобразената красива морска нимфа плава по водите, придружена от Купидон.

#### Зала на гоблените
Залата е създадена през 1877 г. от Иняцио Перичи, който проектира разкошна декорация от позлатено дърво и огледала около четири великолепни гоблена от XVIII век. Тези гоблени, взети от рисунките на прочутия френски художник Франсоа Буше, изобразява изящни сцени с митологични истории, посветени на Любовта на боговете и на Историята на Амур и Психея. 
Сводът – дело на Чезаре Макари през 1877 г., е вдъхновен от чувственият стил на Буше и от темите на гоблените: на огромно синьо небе е изобразена Любовта, която коронясва Трите грации.
Мебелите от края на XIX век са специално изработени за тази зала, съобразени с рококо вкуса на помещението. На гърба на диваните в центъра има монограм на крал Виктор Емануил II. 
Единственият дисонансен елемент спрямо стила на залата са стенописите на четирите прозореца от 1610 г., украсени с гротески и с делата на папа Павел V. В центъра на гротеските се намира образ на огледало, което отразява светлината на слънцето в гората – символ на ролята на папата, призван да отразява Божията благодат в света.

#### Параклис на Анунциата
Частният параклис на сградата е истинско художествено съкровище, съставено от малък елипсовиден кораб и презвитерий. Декоративният проект е дело на болонския майстор Гуидо Рени, който създава великолепен цикъл от фрески в сътрудничество с Франческо Албани, Антонио Карачи, Джовани Ланфранко, Алесандро Албини и Томазо Кампана.
Позлатените щукатури, които придават на залата изключителен блясък, са дело на Анибале Корадини и Стефано Фукаро. В центъра на олтара се намира изящната картина на Гуидо Рени, представяща Благовещението. Освен това мраморният под, който носи герба на папа Пий VII, допълва величествената атмосфера на параклиса .

#### Зала на огледалата
Залата е място за изслушвания на Държавния глава на Италия и за полагане на клетва от съдиите на Конституционния съд. Настоящата ѝ украса е изцяло от Савойския период, когато първоначално е била трапезария, а по-късно, след настаняването на престолонаследника Умберто II, е превърната в бална зала.
Залата впечатлява със своите прекрасни полилеи от Мурано, които се отразяват в многобройните огледала по стените, създавайки изключителна игра на светлина. Обзавеждането включва дивани и фотьойли, покрити със скъпоценни гоблени от бял копринен брокат със златни цветя, което ѝ придава елегантност и изтънченост.

#### Бална зала
Залата, известна със своята пищност и тържественост, е мястото, където новото правителство на Италия полага клетва и се провеждат официалните обеди.
От 1616 г. тя, някога Кралска зала, става седалище на обществените консистории. През 1873 г. Савойците решават да я превърнат в разкошна трапезария и бална зала, като поверяват декорацията на Джироламо Маняни и Чекропе Барили. В центъра на свода се намира Триумфът на Италия, докато останалата част от залата е покрита с бели или позлатени архитектурни, скулптурни и изобразителни елементи.
През 1889 г. на стената към Голямото стълбище е изградена нова постоянна сцена за оркестъра, предназначена за музиканти. Подът е покрит с впечатляващ килим, който се смята за вторият по големина в света, обхващащ около 300 m², след килима на Голямата джамия „Шейх Зайед“ в Абу Даби, който достига 5634 m². В тази величествена зала се подреждат маси за важни държавни обеди, на които присъстват над 170 души.

### Дълъг ръкав и императорски апартаменти
Т. нар. Маника Лунга (Дълъг ръкав) оформя южната страна на архитектурния комплекс на Квиринал. Строителството започва по време на понтификата на Сикст V (1585 – 1590), за да се осигурят служебни домове за Швейцарската гвардия. По-късно, при Урбан VIII и Александър VII, структурата претърпява допълнителни интервенции. 
По инициатива на папа Инокентий XIII Джан Лоренцо Бернини е натоварен със задачата да разшири сградата до вратата, която води към Градините, разположена срещу църквата „Сант Андреа ал Куиринале“. Завършването се осъществява при понтификата на Климент XII, благодарение на архитекта Фердинандо Фуга, и завършва със сградата на секретаря на шифъра.
По време на Савойския период цялата структура е повдигната, за да се създадат нови пространства отдолу. Освен това втората лоджия с изглед към градината е частично зазидана, за да осигури на сградата затворен коридор, свързващ сградата вътрешно с Палацина дел Фуга, предназначена да бъде частна резиденция на краля. 
На белетажа на Маника Лунга се намират Императорските апартаменти – комплекс от шестнадесет зали, в които отсяда император Вилхелм II през 1888 и 1893 г. по повод посещенията му в Квиринал.

#### Малък дворец на секретаря на шифъра
Малкият дворец на секретаря на шифъра, проектирана от Фердинандо Фуга, се намира в края на Маника Лунга. Той помещава личният апартамент на Президента и кабинета, който той използва като ежедневен офис, място за срещи с парламентаристи, институционални личности и други хора, които имат аудиенции. Тук понякога се приемат държавни глави, но с по-малко официален протокол. От тук понякога се излъчва съобщението за края на годината от Президента на републиката.

### Градини
Градините на Квиринал са известни със своето привилегировано положение, което ги прави почти „остров“, издигнат над Рим. Те биват  променяни през вековете според вкусовете и нуждите на папския двор. Сегашното им оформление интегрира „официалната“ градина от XVII век с изглед към оригиналното ядро на сградата с „романтичната“ градина от втората половина на XVIII век. Там се намира елегантната Сграда за почивка на Квиринал, построена от Фердинандо Фуга като приемна за папа Бенедикт XIV и украсена с картини на Джироламо Батони и Джовани Паоло Панини.
В градините е разположен известният хидравличен орган, построен между 1997 и 1999 г. от Бартелеми Форментели въз основа на характеристиките на предишния орган от XIX век. Органът се задвижва от каскада с пад от 18 метра и има изцяло механична предавка, с една клавиатура от 41 ноти с първа къса октава, без педали, и може да свири на два мадригала.
Градините, които са на почти 500 години, са по-стари от тези на Версайския дворец и обхващат 4 хектара.  Те включват ливади от 11000 m², чакълени пътеки, много древни дървета като гигантски чинар, висок над 40 m и на възраст 400 години –  дълго време най-големият в Европа. Освен това тук се намират големи цикади на възраст 2-3 века, вероятно подаръци, донесени на папите от някои посолства от Южна Америка още през XVII-XVII век. Заслужава да се отбележи и маслиновото дърво, отгледано на брега на река Йордан, както и ела от Скандинавия. 
Градините разполагат с 3,5 км дълъг жив плет, оформен по италиански стил – с долна част от чемшир и по-висока част, на стената, от лавров цвят, и 34 фонтана.
Савойците поставят тук тенис корт, от който днес са останали само покрититето с корк съблекални, целящи да изолират преобличащите се от студа навън. 
В градината има фонтани от много различни периоди и видове, като Фонтанът на къпещите се от Кралския дворец в Казерта. 
Те са отворени за обществеността на 2 юни – Деня на републиката и понякога до 20 000 души се разхождат по алеите им.

### Конюшни
Сградата на Конюшните на Квиринал, построена между 1722 и 1732 г., е разположена върху земя, която някога е била собственост на род Колона и част от вилата им в Квиринал, приложена към техния дворец (Палацо Колона). Сградата се намира срещу президентската резиденция, с изглед към пл. „Куиринале“.
Първоначалният проект е дело на Алесандро Спеки, който по поръчка на папа Инокентий XIII проектира нова сграда, заменяща предишната на Карло Фонтана от началото на XVIII век. След смъртта на Инокентий XIII, папа Климент XII през 1730 г. възлага на Фердинандо Фуга завършването на строежа.
Сградата запазва първоначалната си функция на конюшня до 1938 г., когато е превърната в гараж. Между 1997 и 1999 г. е напълно реставрирана по проект на фриулския архитект Гае Ауленти. Предназначена за важно изложбено пространство (около 1500 m²), тя е открита от президента на Италия Карло Адзельо Чампи и е  предоставена на Община Рим. В момента тя е домакин на големи международни изложби и е едно от най-посещаваните места за временни художествени изложби в Рим наред с Виториано.

### Казарми на Кирасирите
Под Казармата на Кирасирите е открит древен римски комплекс, включващ част от Стените на Сервий, подиум може би на Тамплиерите и сграда от епохата на Флавиите с нимфеум, украсен със стенни мозайки от Четвърти стил. Може би това е била частната къща на Веспасиан и Храмът на рода Флавии, както предполага фистула, открита наблизо с името на Флавий Сабин.

### Исторически архив
Историческият архив, създаден през 1996 г. при президентството на Оскар Луиджи Скалфаро, от 2009 г. се помещава в Палат „Сант Андреа“, наречен така заради близостта си до църквата „Сант Андреа ал Куиринале“. Тази църква, първоначално принадлежала на Йезуитския орден, по-късно става седалище на Министерството на Кралския дом по време на Кралство Италия.
Под сградата през 1888 г. е открита важна археологическа находка – т. нар. олтар на Неронския огън.
Архивът съдържа ценни исторически документи, които могат да бъдат свободно разглеждани, с изключение на поверителни документи, свързани с вътрешната и външната политика на държавата. Те стават достъпни за справка 50 години след датата им, а тези с чувствителни данни – 40 години след датата им. 
Сред най-важните документи в архива са оригиналното копие на Конституцията на Италия, върху което Председателят на Министерския съвет, министрите и конституционните съдии полагат клетва в началото на своя мандат, както и оригиналната кореспонденция между президента на Италия Луиджи Ейнауди и Артуро Тосканини, в която известният диригент отказва номинацията си за пожизнен сенатор..

## Колекции
Дворецът „Квиринал“ е дом изключителни художествени колекции, които включват 260 гоблена – втората най-важна колекция в Италия след тази на Палацо Пити във Флоренция. Тези гоблени документират дейността на основните фабрики и центрове на производство между XVI и XIX век. 
Сред ценните експонати са:
- Порцеланова колекция с около 38 000 западни произведения, включително сервизът Джинори „Приеми и танци“, съставен от 9000 предмета.
- 105 карети и 205 часовника, както и множество картини, статуи и мебели, някои от които идват от други италиански резиденции, като Херцогският дворец в Колорно.
- Около 56 000 предмета на изкуството, включително 20 000 сребърни прибори, от които 7000 части от бяло сребро, 2400 от vermeil, 9000 със сребърно покритие и над 9000 парчета в различни метали, особено бронз.
- Невероятна колекция от полилеи от муранско стъкло, произведени в края на XVIII век от исторически стъкларски заводи, включително Pauly & C Compagnia Venezia Murano. Един от най-впечатляващите полилеи е в стил „Редзонико“, с рекордната височина от 6 метра, диаметър около 4 метра и 320 светлини.

### Съвременни произведения
От юни 2019 г., по нареждане на Президента на Италия Серджо Матарела, комплексът Квиринал става дом на 36 произведения на изкуството и 32 ппроизведения на дизайна, разположени в двора, градините и залите на двореца.
Новите творби включват платна на Карла Акарди, Афро Базалдела, Алберто Бури, Джорджо де Кирико, Джозета Фиорони, Лучо Фонтана, Джовани Франджи, Ренато Гутузо, Антонио Санфилипо, скулптури на Мирко Базалдела, Пиетро Консагра, Мария Лай, Джакомо Манцу, Марино Марини, Фаусто Мелоти, Франческо Месина, Арналдо Помодоро, Давиде Ривалта, гоблен от Алигиеро Боети, част от инсталация на Мария Кристина Финучи, фотографии на Масимо Листри, експонати на Франко Албини, Гае Ауленти и Пиеро Кастильони, Марио Белини, Чини Боери, Енцо Калабрезе и Давиде Гропи, Акиле Кастильони и Пиер Джакомо Кастильони, Антонио Читерио, Микеле Де Луки и Джанкарло Фасина, Лука Дегара, Якопо Фоджини, Пиеро Форназети и Джо Понти, Ернесто Гизмонди, Пиеро Лисони, Вико Маджистрети, Анджело Манджароти, Енцо Мари, Алберто Меда, Алесандро Мендини, Карло Молино, Фабио Новембре, Андреа Паризио, Гаетано Пеше, Франко Раджи, Алдо Роси, Тобия Скарпa, Суперстудио, Марко Дзанузо.
Втора група от 71 съвременни творби е придобита през 2020 г., намирайки място както в дворцовия комплекс Квиринал, така и за първи път в имението Кастелпорциано. Тук влизат картини на Алберто Бури, Пиеро Дорацио, Джило Дорфлес, Франка Гити, Масимо Джанони, Пиеро Гучионе, Емилио Изгро, Пиеро Манцони, Гастоне Новели, Джулио Паолини, Гуидо Страца, Грация Вариско, Емилио Ведова, Лучано Вентроне, високи релефи от Енрико Кастелани, керамика от Бертоци и Казони, скулптури от Марио Чероли, Леончило Леонарди, Мариза Мерц, Джулио Паолини, Давиде Ривалта, Пинучо Шола, огледална работа от Микеланджело Пистолето, обекти от Джорджо Армани, Умберто Азнаго, Ерколе Баровиер, BBPR, Франческо Бинфаре, Пиетро Киеза, Джо Коломбо, Родолфо Дордони и Гордън Гийомие, Роберто Лацерони, Лучано Лукатело, Бруно Мунари, Паола Навоне, Паоло Портогези, Еторе Зотзас, Матео Тун и Антонио Родригес, Гулиелмо Улрих и осветлението на Скала от Маскарино от Адолфо Гуцини.. 
През 2021 г. колекцията от съвременни произведения е обогатена с 101 произведения на изкуството и 102 на дизайна, разпределени между Квиринал, имението в Кастелпроциано и Вила „Роузбъри“. Тук влизат картини на Никола де Мария, Биче Ладзари, Алесандро Папети, Пино Паскали, Карол Рама, Мимо Ротела, Паоло Шеги, Рудолф Стингел, две мозайки на Корадо Кали, фотографии на Масимо Листри, скулптури на Нино Карузо, Джачинто Чероне, Джулиана Кунеаз, Лучано Фабро, Джино Марота, Нунцио, Акиле Перили, експонати на Фулвио Бианкони и Паоло Венини, Андреа Бранци, Луиджи Кача Доминиони, Джулио Капелини, Пиеро Кастилиони, Карло Коломбо, Габриеле Девеки, Джанфранко Фратини, Иняацио Гардела и Тобия Давиде Гропи с Джорджо Рава, Франка Хелг, Феручо Лавиани, Анджело Лелии, Емилиана Мартинели, Николо Моралес, Марио Нани, Ико Паризи, Паоло Рицато, Франческо Рота, Карло Скарпа, Лела и Масимо Винели, Нанда Виго, Тони Дзукери.

## Обяснителни бележки
1. ↑  Зад него са само дворецът Топкапъ (700 000 m²) (Истанбул), Istana Nurul Iman (200 000 m²) (Бруней), Апостолическият дворец (162 000 m²) (Ватикана), Забраненият град (150 000 m²) (Пекин) и Кралският дворец (135 000 m²) (Мадрид).
2. ↑  Така те са много по-големи от някои от техните "подобни" градини, като например градините на Елизиума, от само 1,5 хектара, докато тези на Хотел Матиньон – резиденцията на френския министър-председател, 3 хектара, и тези на Белия дом от 7,3 хектара, но са победени от Бъкингамския дворец със 17 хектара парк.

## Библиографски бележки
1. ↑  Antonio Politano. Dentro il Quirinale, la casa degli italiani //   януари 2011.  Архивиран от оригинала на 20 октомври 2016.
2. ↑  Gaetano Moroni, Dizionario di erudizione storico ecclesiastica da San Pietro sino ai nostri giorni, V. XLIX, с.232
3. ↑  Antonio Menniti Ippolito, I papi al Quirinale. Il sovrano pontefice e la ricerca di una residenza, Roma, Viella, 2004
4. ↑  Concluso il restauro della Galleria di Alessandro VII Chigi al Quirinale //    Архивиран от оригинала на 2023-01-11. Посетен на 11 януари 2023.
5. ↑  Il Quirinale, la residenza più vasta del mondo //    Архивиран от оригинала на 27 септ. 2013.
6. ↑  Il Quirinale, casa degli Italiani //    Архивиран от оригинала на 22 дек. 2017.
7. ↑  Voyager - Ai confini della conoscenza, Puntata 21 luglio 2014, Titolo puntata: Una notte a Roma //    Архивиран от оригинала на 22 дек. 2017.
8. ↑  Ippolito d'Este, cardinale di Ferrara //    Архивиран от оригинала на 23 дек. 2017.
9. ↑  Christoph Luttpold Frommel, La villa e i giardini del Quirinale nel Cinquecento, in Bollettino d'arte, Volume Speciale: Restauri al Quirinale, Bd. 1, Roma (1999), p. 15-62
10. ↑  Vincenzo Pacifici, L'antico Quirinale in un affresco rinvenuto in Villa d'Este, in Atti e Memorie della Società Tiburtina di Storia e d'Arte, vol. IX-X (1929-30), pp. 385-387 [  Архивиран от оригинала на 18 юли 2018.
11. ↑  Vincenzo Pacifici, Ippolito II d'Este, cardinale di Ferrara, Tivoli, 1920, ristampa 1984, pp.147-159   Архивиран от оригинала на 23 септ. 2017.
12. ↑  Federico Zeri, Mai di traverso, Longanesi, 1982, с. 253-254.
13. ↑  Coesione sulle riforme» Il messaggio di Napolitano //    Архивиран от оригинала на 2015-10-30. Посетен на 2023-01-11.
14. ↑  Il Quirinale color travertino //   10 януари 2002. Посетен на 11 януари 2023.
15. ↑  A passeggio nel Quirinale, da oggi la visita virtuale //   17 dicembre 2021. Посетен на 17 дек. 2021.
16. ↑  Palazzo del Quirinale - Google Arts and Culture //   Посетен на 11 януари 2023.
17. ↑  La Manica Lunga e gli Appartamenti Imperiali //   Посетен на 11 януари 2023.
18. ↑  Scalone d'Onore //   Посетен на 11 януари 2023.
19. ↑  Salone dei Corazzieri //  11 януари 2023.
20. ↑  Cappella Paolina //   Посетен на 11 януари 2023.
21. ↑  Prima Sala di rappresentanza //   Посетен на 11 януари 2023.
22. ↑  Sala delle virtù //   Посетен на 14 януари 2023.
23. ↑  Sala del diluvio //   Посетен на 14 януари 2023.
24. ↑  Sala delle Logge //   Посетен на 11 януари 2023.
25. ↑  Sala dei Bussolanti //   Посетен на 14 януари 2023.
26. ↑  Sala del Balcone //   Посетен на 14 януари 2023.
27. ↑  Salottino San Giovanni //   Посетен на 14 януари 2023.
28. ↑  Sala Gialla //   Посетен на 11 януари 2023.
29. ↑  Sala di Augusto //   Посетен на 11 януари 2023.
30. ↑  Sala degi Ambascatori //   Посетен на 11 януари 2023.
31. ↑  Sala d'Ercole //   Посетен на 14 януари 2023.
32. ↑  Sala degli Scrigni //   Посетен на 14 януари 2023.
33. ↑  Scala del Mascherino //   Посетен на 11 януари 2023.
34. ↑  Loggia d'Onore //   Посетен на 11 януари 2023.
35. ↑  Sala del Bronzino //   Посетен на 11 януари 2022.
36. ↑  Sala di Druso //   Посетен на 14 януари 2023.
37. ↑  Studio del Presidente della Repubblica //   Посетен на 14 януари 2023.
38. ↑  Sala delli Arrazzi di Lille //   Посетен на 14 ènuari 2023.
39. ↑  Salottino napoleonico //   Посетен на 14 януари 2023.
40. ↑  Biblioteca del Piffetti //   Посетен на 14 януари 2023.
41. ↑  Sala della Musica //   Посетен на 14 януари 2023.
42. ↑  Sala della Pace //   Посетен на 14 януаи 2023.
43. ↑  Sala della Vittoria //   Посетен на 14 януари 2023.
44. ↑  Sala delle Dame //   Посетен на 14 януари 2023.
45. ↑  Sala delle Api //   Посетен на 14 януари 2023.
46. ↑  Sala dello Zodiaco //   Посетен на 14 януари 2023.
47. ↑  Sala delle Fabbriche di Paolo V //   Посетен на 14 януари 2023.
48. ↑  Sala degli Arrazzi //   Посетен на 14 януари 2023.
49. ↑  Cappella dell'Annunziata //   Посетен на 14 януари 2023.
50. ↑  Salone degli Specchi //   Посетен на 14 януари 2023.
51. ↑  Salone delle Feste //   Посетен на 14 януари 2023.
52. ↑  Graziano Fronzuto, Organi di Roma. Guida pratica orientativa agli organi storici e moderni, Firenze, Leo S. Olschki Editore, 2007, с. 502-504
53. ↑  Filippo Coarelli, Guida archeologica di Roma', Verona, Arnoldo Mondadori Editore, 1984, с. 222
54. ↑  Nell'archivio storico del Quirinale il gran rifiuto di Toscanini //   Посетен на 14 януари 2023.
55. ↑  Il Palazzo del Quirinale: studi preliminari sulle collezioni di antichità //   Посетен на 14 януари 2023.
56. ↑  Linea Verde: Dal Lazio alla Campania: le residenze presidenziali, Rai 1, 30 maggio 2021, на 24 min 21 s. Посетено на 30 май 2021.
57. ↑  “Quirinale contemporaneo”: dal 2 giugno nella Casa degli Italiani //   Посетен на 14 януари 2023.
58. ↑  "Quirinale Contemporaneo": ecco le opere d'arte e di design che da oggi fanno parte del patrimonio artistico //   Посетен на 30 май 2019.
59. ↑  Quirinale contemporaneo 2020 //   Посетен на 27 януари 2021.
60. ↑  Elenco autori //   Посетен на 14 януари 2023.
61. ↑  Introduzione del catalogo Treccani //   Посетен на 27 януари 2021.
62. ↑  Anteprima per la stampa della terza edizione di "Quirinale Contemporaneo" //   Посетен на 28 септември 2021.
63. ↑  Quirinale contemporaneo 2021 //   Посетен на 14 януари 2023.